# Chernel Dávid
Chernelházai Chernel Dávid (? – 1808) költő, udvari tanácsos és a dunántúli kerület táblai elnöke, Chernel Ferenc főszolgabíró édesapja.

## Élete
Chernel László és Szeremley Eszter fia. Neje, báró Grass Mária Anna, Mária Terézia egyik udvarhölgyének leánya volt, mely házasság folytán katolizált. A 18. század német és francia műveltségével bírt és szép könyvtárt hagyott maga után.

## Munkái
Nemes magyar Ott ezredje vitézinek az érdempénz osztogatásának alkalmatosságával. Szombathely, 1806.
A magyar költészetben több kísérletet tett névtelenül.